# Југ Богданова улица (Београд)
| Југ Богданова улица       | Југ Богданова улица                                      |
| ------------------------- | -------------------------------------------------------- |
|                           |                                                          |
| Општина                   | Градска општина Савски венац                             |
| Почетак                   | Улица краљице Наталије (Београд)                         |
| Крај                      | Улица Гаврила Принципа Поп Лукина улица Црногорска улица |
| Дужина                    | 360 m                                                    |
| Ширина                    | 15 m                                                     |
| Створена                  | 1872.                                                    |
| Названа                   | 1896.                                                    |
|                           |                                                          |
|                           |                                                          |
| Аутобуси у Југ Богдановој |                                                          |

Југ Богданова је београдска улица која се налази у општини Савски венац. 

## Назив улице
Улица је добила свој први назив, Једренска, 1872. године, по граду Једрене у данашњој Турској. Од 1896. године улица је добила садашњи назив Југ Богданова, према Југ Богдану. Југ Богдан је познат из народне епске поезије као јунак који је са својих девет синова, браће Југовића, погинуо у Боју на Косову 1389. године. Народна легенда каже да је он отац кнегиње Милице и тиме таст кнеза Лазара. Међутим Југ Богдан није под тим именом историјски потврђена личност јер је по писаним изворима отац кнегиње Милице био кнез Вратко Немањић.

## Простирање
Југ Богданова улица је смештена у централном делу града. Почиње од улице краљице Наталије, одакле се спушта до раскрснице где се укрштају Гаврила Принципа, Црногорска и Поп Лукина улица. Успут пресеца улице краљевића Марка и Зелени венац. Улица је дуга скоро пола километра, простире се правцем исток-запад и углавном је стрма. 

## Знаменитости
Знаменитости које се налазе у овој улици су:
- пијаца Зелени венац
- крајња и почетна стајалишта више од 15 линија аутобуса градског превоза: 15, 52, 53, 56, 56Л, 60, 60Л, 67, 68, 71, 72, 75, 84, 704, 706. 707.
- Угоститељско-туристичка школа Београд, Југ Богданова 28
- хотел Амстердам (4 звездице, изграђен 2018), Југ Богданова 10[2]

## Занимљивости
- Зграде у Југ Бодановој 20 и 20а започете су јуна 1929. године, почели су их Илић Жика и Цветановић Ема.[3]
- Током 1928. у Југ Богдановој 8 живео је Јосиф М. Пантић, заступник продаје лека против сифилиса.[4]
- У Југ Богдановој 24 1938. године живео је Димитрије В. Павловић, коњички бригадни генерал у пензији.[5]
- У Југ Богдановој 14 1922. године живео је историчар и археолог Никола Вулић.[6]
- Током 1937. у Југ Богдановој 26 била су два плаца на продају, ширина до улице по 14 метара.[7]

## Галерија
- Зелени венац
- поглед низ Југ Богданову улицу
- Југ Богданова улица
- Југ Богданова улица
- Југ Богданова 22-24
- Југ Богданова 22-24